# Faust (Gounod)
Faust és una òpera en cinc actes de Charles Gounod, amb llibret de Jules Barbier i Michel Carré, basat en la llegenda homònima i en l'obra de Goethe. Va ser estrenada al Théâtre Lyrique de París el 19 de març de 1859. A Catalunya es va estrenar al Gran Teatre del Liceu el 17 de febrer de 1864 i des de llavors és la quarta òpera més representada.

## Origen i context

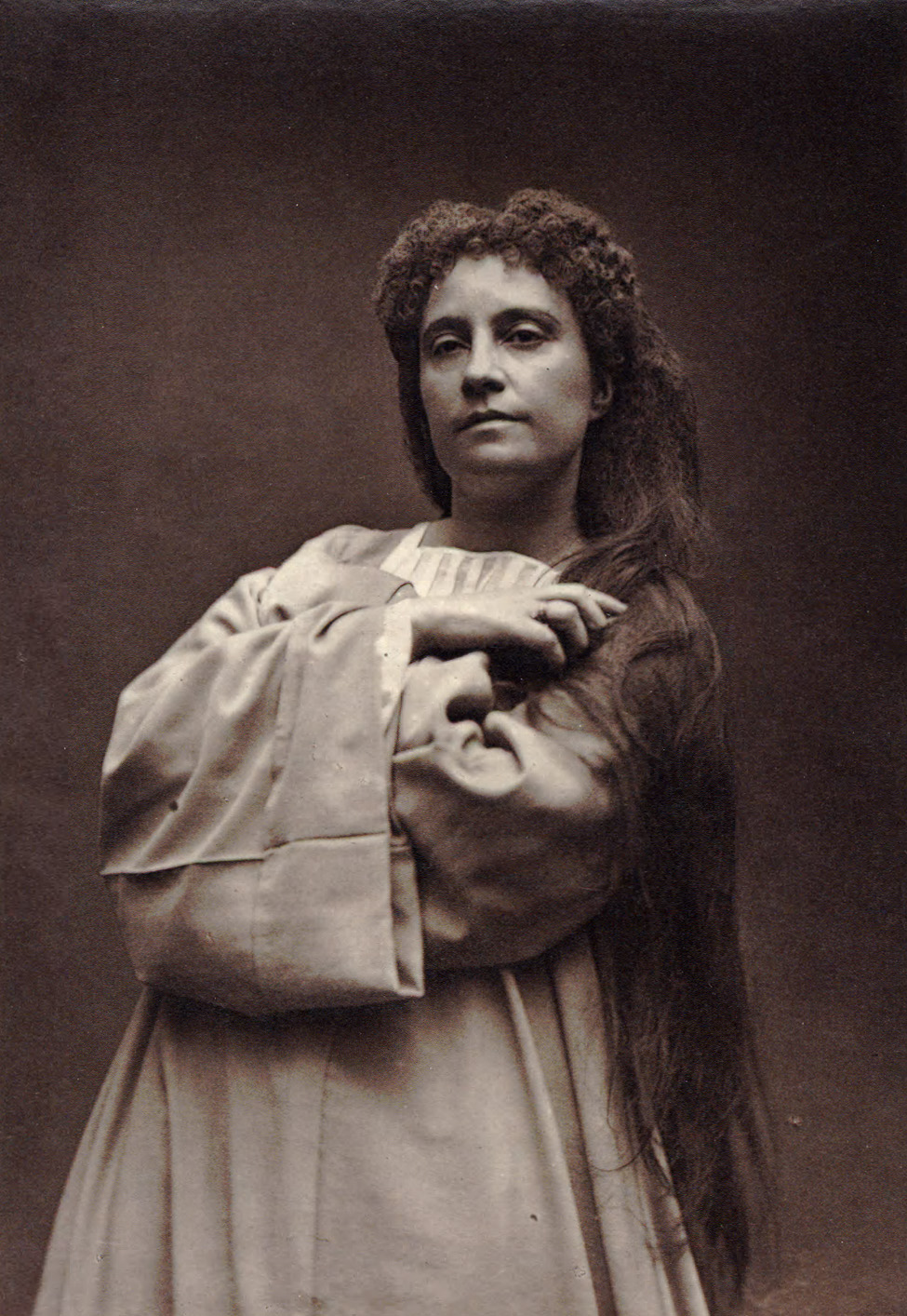
Caroline Carvalho com a Marguerite (1873)

L'obra de Goethe va exercir ben aviat una vertadera fascinació sobre Gounod: «Jo havia llegit Faust l'any 1838» -escriu a la seua autobiografia- «a l'edat de vint anys, i quan l'any 1839 vaig anar a Roma en rebre el gran premi de composició musical, com a pensionari de l'Acadèmia de França, vaig dur amb mi el Faust de Goethe, que no se separava de mi». Afirma que les primeres inspiracions musicals sobre l'obra li van aplegar en els seus passejos nocturns per l'illa de Capri i per la rodalia de Nàpols. L'any 1852, un periòdic afirmava que el jove compositor treballava en una òpera sobre Faust. No obstant això, el projecte no va adquirir vertadera entitat fins a l'any 1855, quan Gounod va conèixer fortuïtament el llibretista Jules Barbier sota la influència de Léon Carvalho, director del Théâtre Lyrique, que li va acceptar el projecte.
Va ser Jules Barbier el vertader autor del llibret. La contribució de Michel Carré, autor d'una peça teatral titulada Faust et Marguerite i representada al théâtre du Gymnase, es va limitar a l'ària del Rei de Thulé i a la ronda del vedell d'or. De tota manera, l'obra va patir nombrosos retocs al llarg dels assajos, que alhora van estar farcits de peripècies. La partitura inicial era molt més llarga, i Gounod va haver d'acceptar de suprimir certs passatges, principalment la destacable escena de l'Harz, que allargava massa l'òpera; i també el duo entre Marguerite i Valentin al començament de l'acte II, en el qual Marguerite dona a son germà la medalla de la qual ell se separa malauradament en l'acte IV. Per contra, el cor de soldats, Gloire immortelle de nos aïeux..., va ser afegit a l'acte IV atenent la sol·licitud de Carvalho i d'Ingres: compost inicialment per a un Ivan el Terrible, va ocupar el lloc d'una romança en la qual Valentin lloava la bellesa de sa germana.

## Representacions
L'òpera va ser estrenada el 19 de març de 1859 al Théâtre Lyrique com a opéra-comique, amb diàlegs parlats. Posteriorment, amb ocasió de la primera representació a Estrasburg, l'abril de 1860, van ser substituïts per recitatius. Més tard, Gounod va inserir a l'acte II l'ària de Valentin, Avant de quitter ces lieux..., amb ocasió de la representació al Her Majesty's Theatre l'any 1863 i, el 1869, el ballet de la Nit de Walpurgis, per altra banda molt reeixit.
A París, Faust va gaudir de 314 funcions en els diferents escenaris del Théâtre-Lyrique fins a l'abril de 1869, després 166 vegades des del 1869 al 1875 a l'Òpera (Sales Le Peletier i Ventadour). L'obra va conèixer una llarga carrera internacional i va gaudir d'una immensa popularitat: ha estat representada més de 2.400 vegades a l'Òpera Garnier i va ser l'obra amb què es va estrenar el Metropolitan Opera de Nova York. Si bé la seua popularitat ha declinat, continua sent representada de manera habitual en els teatres d'òpera d'arreu del món.

## Argument
La història té lloc al segle xvi a Alemanya. L'òpera comença amb una breu introducció orquestral que descriu, amb una gran força evocadora, les aspiracions contradictòries que esquincen el personatge principal, el doctor Faust: el vertigen metafísic i la set de coneixement i les pulsions humanes, evocades pel tema, fàcil i lleugerament vulgar de l'ària «Avant de quitter ces lieux...» que Valentin cantarà en el segon acte.

### Acte I: El gabinet de Faust
Molt breu, el primer acte posseeix una densitat musical comparable a la del pròleg. Al capvespre de la seua vida, el doctor Faust es lamenta de la inanitat de tot coneixement i vol suïcidar-se bevent un verí. Però, dues vegades, les veus de les noies i dels treballadors que passen sota les finestres aturen el seu propòsit. Revoltant-se contra la ciència i la fe, Faust invoca el diable, que apareix sota la forma d'un dimoni subaltern, anomenat Mefistòfil (Méphistophélès o Méphisto).
El savi i el diable entaulen un diàleg. Faust, després d'haver refusat l'oferta de la glòria, la riquesa i el poder, reclama, sobre una música i un text d'una vulgaritat intensa i calculada, la joventut: «je veux la jeunesse ! A moi les plaisirs, les jeunes maîtresses ! à moi leurs caresses ! à moi leurs désirs !» (vull la joventut! Per a mi els plaers, les joves amants! Les seues carícies! Els seus desitjos!). El tracte que cerca Méphisto és obtenir l'ànima de Faust a canvi de concedir-li el seu desig: una modulació sinistra, aterridora, acompanya el simple mot de «Là-bas...» (Allà baix!) i produeix un intens efecte dramàtic; Faust dubta, però Méphisto, amb un sol gest, fa aparèixer la imatge de Marguerite filant en la seua filosa i aleshores Faust s'hi decideix en una mena d'èxtasi : «A toi, à toi, fantôme adorable et charmant !» (A tu, a tu, fantasma adorable i encisador!).

### Acte II: Lakermesse[1]
El segon acte permetrà que es troben Faust i Marguerite. Un cor de soldats, d'estudiants i de camperols canta alegrement una cançó festiva, «Vin ou Bière» (Vi o cervesa). Valentin, a punt d'anar a la guerra, confia la cura de la seua germana Marguerite als seus dos amics, Wagner i Siébel. Canta una invocació, afegida anys després de l'estrena de l'òpera sobre text d'O. Pradère, «Avant de quitter ces lieux...» (abans de deixar aquests indrets). Aquesta ària, bastant convencional, és molt popular i posa a prova la veu del baríton. Valentin és, en l'òpera, l'encarnació del conformisme burgès. No és estrany, doncs, que la seua part gaudisca de la música menys original i més senzilla.
Méphistophélès fa la seua aparició i canta la cèlebre tonada «Le veau d'or est toujours debout» (el vedell d'or està sempre erigit). Molt corprenedora, aquesta ària produeix sempre un gran efecte. El ritme endimoniat de la música, així com les paraules, produeixen d'una manera bastant convincent un calfred satànic en aquesta atmosfera de festa. Així introduït el personatge, Méphisto es lliura a diversos trucs de màgia cada vegada més anodins. Després d'haver-se burlat de Marguerite, Valentin intenta ferir-lo amb la seua espasa, però aquesta es trenca. Aleshores Valentin i els seus companys fan retrocedir el dimoni amb l'empunyadura en forma de creu de llurs espases (cor: «De l'enfer qui vient émousser nos armes...») (De l'infern qui ve a afeblir nostres armes), escena en si un poc ridícula, més encara atès que a l'acte 4 es podrà veure a Méphistophélès campar sense problema en una església.
Seguidament, Méphistophélès, Faust i els camperols es deixen arrossegar pel cèlebre vals «Ainsi que la brise légère» (Com la brisa lleugera). Apareix Marguerite a qui Faust ofereix el seu braç, que Marguerite refusa.
L'acte conclou amb la repetició del cèlebre vals que deixa a l'espectador transportat i, alhora, inquiet per la continuació de la història.

### Acte III: El jardí de Marguerite

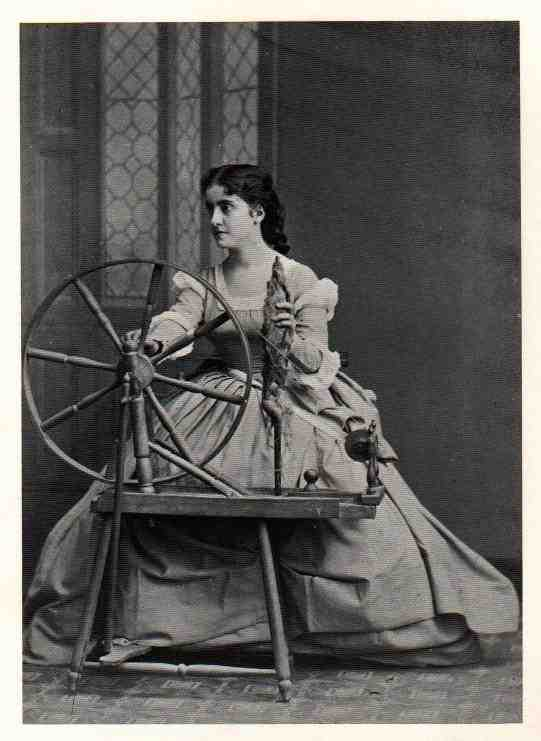
La soprano madrilenya Adelina Patti caracteritzada de Margarida, asseguda davant de la filosa.

El tercer acte és el punt culminant de la partitura. Una superba introducció orquestral desemboca en els cuplets de Siébel, espurnejants i lleugers com el personatge, que deixa un ram de flors per a Marguerite («Faites-lui mes aveux» Parleu-li per mi). Méphisto es burla d'ell i va a buscar «un trésor plus merveilleux, plus riche encor que tous ceux qu'elle voit en rêve !» (un tresor més meravellós, més ric encara que tots els que ella imagina) deixant sol Faust per a cantar l'admirable i famossísima cavatina «Salut, demeure chaste et pure» (Salut, casal cast i pur), culminant en un temible do sobreagut, que en cap cas, de fet, està justificat en la partitura i que hi és només per a permetre lluir el tenor, almenys si és capaç d'emetre aquesta nota amb facilitat. Segueix un ràpid diàleg amb Méphisto, qui torna amb un petit cofre ple de joies i que exclama: «Si le bouquet l'emporte sur l'écrin, je consens à perdre mon pouvoir !» (si el ram de flors li agrada més que el cofret, consent a perdre el meu poder). Aquesta rèplica revela la complexitat del personatge de Marguerite, dividida, com en el cas de Faust, entre la puresa i la coqueteria.
Apareix finalment Marguerite que, fins aleshores, no s'ha deixat veure pels espectadors més que furtivament al segon acte. S'asseu davant de la seua filosa i canta la cèlebre i bella balada «Il était un roi de Thulé» (hi havia un rei a Thulé) en la qual la música evoca el moviment circular de la filosa i el misteri de les llegendes nòrdiques. Llavors, Marguerite troba el ram de flors de Siébel, i després les joies. En un primer moment dubta, però després se les emprova. La cèlebre ària dita «ària de les joies» («Ah! je ris de me voir si belle en ce miroir» Ah! ric de veure'm tan bella en aquest mirall), popularitzada com a arquetip de la gran ària d'òpera pels còmics de Tintin, és naturalment una peça d'efectes, i fins i tot de grans efectes, és a dir, de vegades efectes fàcils (el triangle per evocar la brillantor dels diamants quan Marguerite obre el cofret…). Recarregada de refilades, no obstant expressa superbament l'exaltació creixent de l'heroïna, la qual s'encomana de coqueteria en un vertader deliri.
Apareix Marthe, la veïna de Marguerite, paper secundari però que per tradició se sol atribuir a grans artistes, com les tres dames de La flauta màgica. Marthe convenç Marguerite de conservar les joies. Arriben Faust i Méphisto, qui flirteja amb Marthe. En una escena de gran habilitat, s'encreua la intriga de Méphisto i Marthe amb la de Faust i Marguerite. Tothom surt deixant sol en escena a Méphisto, qui canta la seua invocació a la nit («Ô nuit, étends sur eux ton ombre...» Oh nit, estén sobre ells la teua ombra), altra ària molt cèlebre, que aprofita amb habilitat els recursos de la veu de baix. Es tracta d'una peça inquietant, l'únic passatge de l'òpera en què Méphisto sembla vertaderament diabòlic. Ell mateix obre l'escena següent, de la seducció de Marguerite, que marca amb una empremta màgica: d'aquesta manera, Marguerite potser no és simplement frívola i pecadora, perquè està sota la influència d'un sortilegi; també així s'introdueix el dubte sobre la naturalesa real del personatge, cosa que li confereix la seua profunditat i la seua complexitat; malauradament no sempre ben expressada per les intèrprets del paper.
El duo de Faust i Marguerite és un dels més bells fragments de la partitura. Els primers compassos fan la impressió que els dos enamorats, que s'havien allunyat, tornen a escena i que a mesura que s'acosten reprenen progressivament el fil de llur conversa: musicalment, es tracta d'una construcció deguda a un domini artístic consumat. Marguerite permet a Faust d'abraçar-la («Laisse-moi, laisse-moi, contempler ton visage» Deixa'm, deixa'm, contemplar el teu rostre), però poc després li demana que se'n vaja. Després canta des de la seua finestra per a demanar a Faust que torne, cosa que ell fa.

### Acte IV: L'habitació de Marguerite, l'església, el carrer
L'acte 4 comença en l'habitació de Marguerite després que haja donat a llum a un fill de Faust. Ella canta l'ària «Il ne revient pas» (No hi torna), ària magnífica, extremadament dramàtica, malauradament tallada ben sovint.
Turmentada, decideix anar a l'església a resar, però és interrompuda primer per Méphistophélès i després per un cor de dimonis. Aconsegueix acabar la seua pregària, però s'esvaneix en ser maleïda per Méphistophélès. L'escena, en la qual intervé l'orgue, és corprenedora.
Canvi d'escena. Al carrer, Valentin i els soldats tornen de la guerra. Canten un cor marcial molt popular, «Gloire immortelle de nos aïeux» (Glòria immortal dels nostres avantpassats). Valentin entra a la casa de la seua germana. Arriben Faust i Méphistophélès. Aquest darrer canta una serenata irònica («Vous qui faites l'endormie» Vós que fèieu la indolent). Valentin torna i intenta esbrinar qui és el pare del fill de Marguerite. Faust i Valentin es baten en duel. Abans de començar la lluita, Valentin comet la imprudència de separar-se de la medalla que li ha donat Marguerite, el que el deixa sense protecció front als sortilegis de Méphisto. Faust el mata sense dificultat.

### Acte V: Les muntanyes de l'Harz, la vall del Brocken, la presó
L'acte 5 comença en les muntanyes de l'Harz, durant la Nit de Walpurgis. Méphistophélès i Faust es veuen envoltats de bruixes («Un, deux et trois» Un, dos i tres). Faust és transportat a una caverna on assisteix a un banquet de les reines i cortesanes de l'Antiguitat. Faust té una visió de Marguerite i demana veure-la.
Méphistophélès ajuda Faust a penetrar en la presó on Marguerite ha estat tancada per haver donat mort al seu fill. Llavors canten plegats un duo d'amor («Oui, c'est toi je t'aime» Sí, ets tu a qui estime). Quan Marguerite s'assabenta que Faust havia fet un pacte amb el diable, demana la protecció divina. Faust prega, mentre l'ànima de Marguerite s'eleva vers el paradís i és acollida per un cor d'àngels («Christ est ressuscité» Crist ha ressuscitat).

## Grans àries

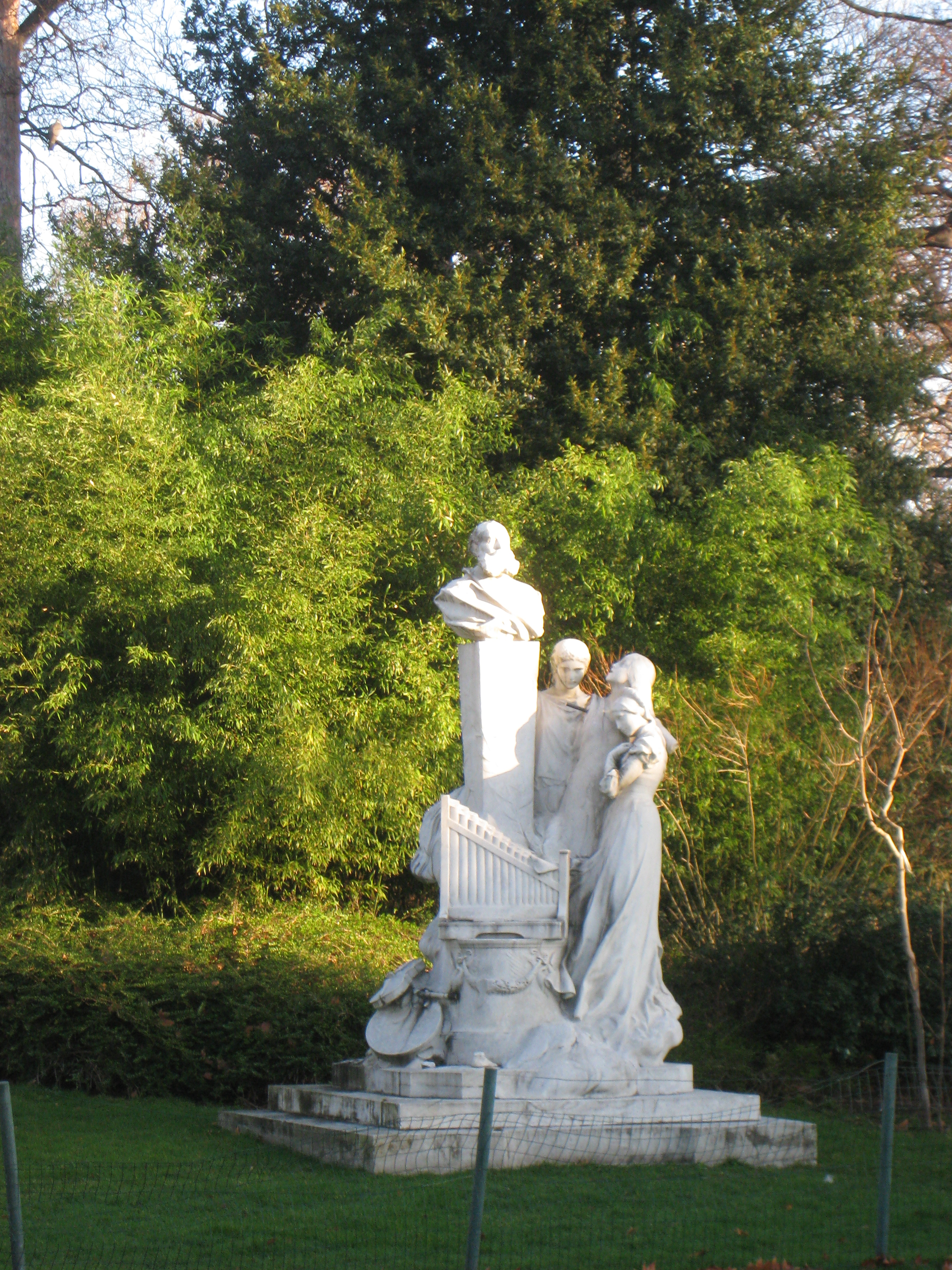
Monument a Charles Gounod al Parc Monceau de París, obra d'Antonin Mercié

- Invocació de Valentin : «Avant de quitter ces lieux...»
- Ronda del vedell d'or (Méphisto) : «Le veau d'or est toujours debout» (Acte 2)
- Vals : «Ainsi que la brise légère...» (Acte 2)
- Ària del rei de Thulé (Marguerite) : «Il était un roi de Thulé...» (Acte 3)
- Ària de les joies (Marguerite) : «Ah ! je ris de me voir si belle...» (Acte 3)
- Cavatina (Faust) : «Salut ! Demeure chaste et pure...» (Acte 3)
- Invocació a la nit (Méphisto) : «Ô nuit ! étends sur eux ton ombre...» (Acte 3)
- Cor de soldats : «Gloire immortelle de nos aïeux...»